# Brudens son
Brudens son (spanska: El hijo de la novia) är en argentinsk dramakomedifilm från 2001. Filmen är regisserad av Juan José Campanella, som även skrivit manus tillsammans med Fernando Castets.
Filmen nominerades till en Oscar för "Bästa utländska film".

## Rollista (i urval)
| - Ricardo Darín – Rafael Belvedere - Héctor Alterio – Nino Belvedere - Norma Aleandro – Norma Belvedere - Eduardo Blanco – Juan Carlos - Natalia Verbeke – Naty - Gimena Nóbile – Vicky - David Masajnik – Nacho - Claudia Fontán – Sandra - Atilio Pozzobon – Francesco | - Salo Pasik – Daniel - Humberto Serrano – Padre Mario - Fabián Arenillas – Sciacalli - Mónica Cabrera – Carmen - Giorgio Bellora – Marchiolli - Mónica Virgilito – Sjuksköterska - Victoria Troncoso – Camarera - Rubén Green – Portero Osvaldo - Miguel Padilla – Profesor |